# Света Гера
Света Гера (словен. Trdinov vrh) је највиши врх планине Жумберак. Постоји спорење око тога да ли се овај врх налази у Словенији или у општини Жумберак у Хрватској, непосредно уз словеначку границу. Са укупном висином од 1.178 mСвета Гера је највиши планински врх у целом региону северозападне Хрватске и југоисточне Словеније. Словенци је називају Трдинов врх (од 1923) према Јанезу Трдини, књижевнику из Новог Места. Хрватски назив вуче порекло од цркве св. Гере из 15. века, која се налази стотина метара од врха на словеначкој страни. На словеначкој страни се налази 90 метара висок телевизијски торањ, док се једна касарна коју користе Словенци налази на међудржавној земљи.

## Одлука Међународног суда
Одлуком Међународног суда 29. јуна 2017. Трдинов врх (хрватско Света Гера) постане део Хрватске.